# Dimitri Fautrai
Dimitri Fautrai (Morne-à-l'Eau, 24 febbraio 1986) è un calciatore francese, attaccante del Sainte-Rose.

## Carriera

### Club
Comincia a giocare in Francia, nella seconda squadra del Lilla. Nel 2006 si trasferisce a Guadalupa, all'Étoile de Morne, squadra della sua città natale, in cui milita per nove anni, e con cui vince una Coupe de Guadeloupe nel 2015. Nel 2015 viene acquistato dal Sainte-Rose.

### Nazionale
Debutta con la nazionale guadalupense nel 2005. Partecipa, con la nazionale, alla Gold Cup 2011. Ha collezionato in totale, con la maglia della nazionale, 14 presenze e una rete.

## Palmarès

### Club

#### Competizioni nazionali
- Division d'Honneur de Guadeloupe: 1

Sainte-Rose: 2015-2016
- Coupe de Guadeloupe: 2

Étoile de Morne: 2015
Sainte-Rose: 2016